# Дюше, Франк
Франк Дюше (фр. Franck Ducheix, р.11 апреля 1962) — французский фехтовальщик-саблист, призёр чемпионатов мира и Олимпийских игр.

## Биография
Родился в 1962 году в Ренане (Французский Алжир). В 1984 году принял участие в Олимпийских играх в Лос-Анджелесе, где стал обладателем серебряной медали в командном первенстве. В 1988 году принял участие в Олимпийских играх в Сеуле, но там французские саблисты стали лишь 4-ми. В 1989 стал обладателем бронзовой медали чемпионата мира. В 1992 году принял участие в Олимпийских играх в Барселоне, где стал обладателем бронзовой медали в командном первенстве, а в личном зачёте был 18-м. В 1996 году принял участие в Олимпийских играх в Атланте, но там французские саблисты заняли лишь 5-е место, а в личном зачёте он стал 13-м.